# Дымченко, Людмила Вячеславовна
Людмила Вячеславовна Дымченко (род. 3 марта 1977, Москва) — российская фристайлистка (могул). Мастер спорта России международного класса.
Первый тренер — Антон Алексеевич Гавва.
В 2004 году выиграла чемпионат России в парном могуле. Серебряный призёр чемпионатов России в парном могуле (2001, 2005) и в могуле (2004). Участница 4 Олимпийских игр: Ли́ллехаммер 1994, Нага́но 1998, Солт-Лейк-Сити 2002, Тури́н 2006
Завершила спортивную карьеру в 2007 году.

## Кубок мира

### Общий зачёт
- 1992/93 — 79-е место
- 1993/94 — 29-е место
- 1994/95 — 16-е место
- 1995/96 — 25-е место
- 1996/97 — 38-е место
- 1997/98 — 51-е место
- 1998/99 — 49-е место
- 2000/01 — 44-е место
- 2003/04 — 43-е место
- 2004/05 — 39-е место
- 2005/06 — 67-е место
- 2006/07 — 50-е место